# گری آلبرایت
گری آلبرایت (انگلیسی: Gary Albright; ۱۸ مهٔ ۱۹۶۳ – ۷ ژانویهٔ ۲۰۰۰) کشتی‌گیر، کشتی‌گیر کشتی حرفه‌ای، و هنرپیشه اهل ایالات متحده آمریکا بود.